# Cattle Decapitation
Cattle Decapitation est un groupe de deathgrind américain, originaire de San Diego, en Californie. La formation se compose de Travis Ryan (chant), Josh Elmore (guitare), Belisario Dimuzio (guitare), Dave McGraw (batterie), et Olivier Pinard (guitare basse). Cattle Decapitation, actuellement signé au label Metal Blade Records, a fait paraître neuf albums, le plus récent étant Terrasite (2023).

## Biographie
Originellement formé en 1996, les chansons de Cattle Decapitation se manifestant contre l'abus et la maltraitance des animaux, les dévastations environnementales, et d'autres sujets comme la misanthropie et le génocide de la race humaine. Leurs musiques mettent en scène des humains dans des situations auxquelles les animaux font face (tests sur les animaux, abattage, etc.).
Leur album To Serve Man, commercialisé en 2002, est controversé en Allemagne, pays dans lequel la société de distribution SPV refuse de vendre l'album à cause de sa couverture jugée trop violente. La couverture de l'album Humanure, commercialisé en 2004, présentant une vache dont la bouse est composée de restes humains, a été censurée dans certaines surfaces, sans permission du label. Les magasins de disques n'ont pas présenté l'album, ce qui a rendu difficile pour les clients de le trouver et de l'acheter,. L'ancien membre Gabe Serbian devient membre du groupe The Locust. L'ancien membre Dave Astor également. En août 2009, Cattle Decapitation se sépare du bassiste Troy Oftedal à la suite de différences musicales et personnelles. En 2012 sort l'album Monolith of Inhumanity qui est positivement accueilli,.
Cattle Decapitation a participé à de nombreuses tournées avec d'autres groupes comme Suffocation, Cryptopsy, The Black Dahlia Murder, Deicide, Behemoth, Hate Eternal, Krisiun et Job for a Cowboy. Le groupe a également participé au Scion A/V Showcase de Metal Blade Records fin 2012.
Le groupe prévoit de participer, durant la majeure partie de 2014, à l'enregistrement d'un nouvel album prévu pour 2015. Le 20 mai 2015, le groupe annonce que son prochain album sortira en août et s'intitulera The Anthropocene Extinction.

## Membres

### Membres actuels
- Travis Ryan – chant (depuis 1997)
- Josh Elmore – guitare (depuis 2001)
- Dave McGraw – batterie (depuis 2008)
- Olivier Pinard – guitare basse (depuis 2018)
- Belisario Dimuzio – guitare (depuis 2018)

### Anciens membres
- Scott Miller – guitare, chant (1996)
- Gabe Serbian – guitare, batterie (1996–2001)
- Dave Astor – batterie, basse (1996–2003)
- Michael Laughlin – batterie (2003–2007)
- Troy Oftedal – basse (1998–2009)
- Kevin Talley – batterie (live) (2006)
- Rahsaan Davis – basse (live) (2009)
- Derek Engemann – basse (2010–2018)

## Discographie

### Albums studio
- 2000 : Homovore (en)
- 2002 : To Serve Man (en)
- 2004 : Humanure
- 2006 : Karma.Bloody.Karma
- 2009 : The Harvest Floor
- 2012 : Monolith of Inhumanity
- 2015 : The Anthropocene Extinction
- 2019 : Death Atlas
- 2023 : Terrasite

### Autres parutions
- 1997 : Ten Torments of the Damned (en) (démo)
- 1999 : Human Jerky (en) (EP)
- 2000 : ¡Decapitacion! (en) (EP)
- 2005 : Cattle Decapitation/Caninus (it) (album split)
- 2013 : Your Disposal (single)
- 2014 : Decade of Decapitation (compilation)
- 2015 : Cannibalistic Invasivorism (single)